# Stephen L. Carter

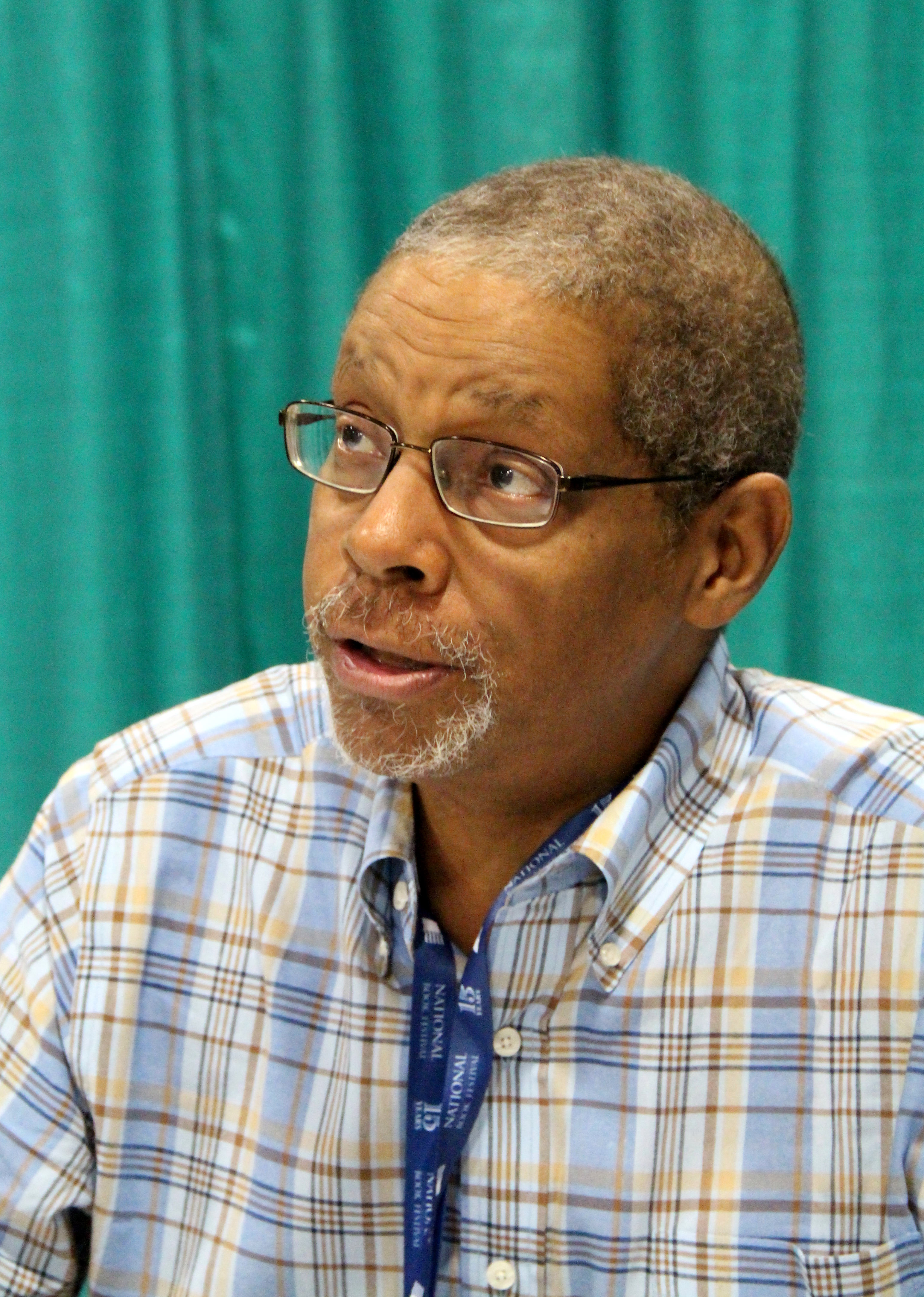
Stephen L. Carter

Stephen L. Carter (* 26. Oktober 1954 in Washington, D.C.) ist ein amerikanischer Jurist und Schriftsteller.
Carter entstammt der afroamerikanischen Oberschicht, ist bekennender Christ und Konservativer, verheiratet und Vater zweier Kinder.
Er studierte an den Elite-Universitäten Stanford und Yale. Danach arbeitete er als Jurist, zuletzt am Supreme Court. Seit 1982 hat Carter eine Jura-Professur in Yale. Er publizierte zahlreiche Sachbücher zu Themen aus Recht, Staat, Kirche und Rassenintegration.
Nach zwanzig Jahren Arbeit publizierte Carter 2002, der leidenschaftlich gern Schach spielt, seinen Debütroman The Emperor of Ocean Park (dt. Schachmatt). Darin gestaltet er Erfahrungen aus seinem Leben als Schwarzer und Jurist zu einem Thriller über die Juristen-Familie Garland. Rechtsprofessor Talcott Garland muss herausfinden, was sein Vater, ein Bundesrichter, im Testament mit Vorkehrungen meint und gerät in gefährliche Untiefen, wo sich sein Uncle Jack als CIA-Agent und Drahtzieher des Organisierten Verbrechens entpuppt. Zugleich erschafft Carter ein figurenreiches, packend-satirisches Porträt der Black Bourgeoisie, die den Sommer in Martha’s Vineyard verbringt, aber den Kennedys aus dem Weg geht. Die Kritik vergleicht Carter mit Thomas Wolfe und Jonathan Franzen, bemängelt aber, dass er selten richtig bissig wird.
Patrick Bahners schreibt in der FAZ: Die Überdetermination der Krimihandlung ist Nachvollzug des historischen Verhängnisses. Hinter jeder Ecke lauern die Dämonen Amerikas. Aus dieser Einheit von Form und Motivik gewinnt der Roman seine überwältigende Kraft. (28. September 2002)
Für die Filmrechte zahlte Warner Brothers rund eine Million US-Dollar. Die Rechte für den Nachfolgeroman von Schachmatt hat der US-Verlag Knopf für 4,2 Millionen Dollar ersteigert.
1995 wurde Carter in die American Academy of Arts and Sciences gewählt.

## Romane
- The Culture of Disbelief, (1991), erhielt 1994 den Grawemeyer Award für Religion
- The Emperor of Ocean Park, (2002), dt. Schachmatt, ausgezeichnet mit dem Anisfield-Wolf Book Award
- New England White, (2007), dt. Die schwarze Dame
- Palace Council, (2008), dt. Schwarz und Weiß
- Jericho's Fall, (2009), dt. Vermächtnis